# Power in One
| Críticas profissionais | Críticas profissionais |
| Avaliações da crítica  | Avaliações da crítica  |
| Fonte                  | Avaliação              |
| ---------------------- | ---------------------- |
| All Music              | [ 1 ]                  |

Power in One é o nono e último álbum de estúdio da banda de punk rock Wipers, lançado em 1999 pela Zeno Records. O álbum foi escrito, produzido e gravado por Greg em seu próprio Zeno Studios, em Phoenix, Arizona.

## Lista de faixas
Todas as faixas foram escritas por Greg Sage.
| N.º            | Título               | Duração |  |
| 1.             | "The Fall"           | 3:46    |  |
| 2.             | "Power in One"       | 3:36    |  |
| 3.             | "Shaken"             | 3:41    |  |
| 4.             | "Misleading"         | 3:37    |  |
| 5.             | "Rocket"             | 3:08    |  |
| 6.             | "I'll Be Around"     | 2:18    |  |
| 7.             | "Still Inside of Me" | 3:33    |  |
| 8.             | "Ship of Dreams"     | 3:20    |  |
| 9.             | "Rest of My Life"    | 3:42    |  |
| 10.            | "Loser's Revenge"    | 2:54    |  |
| 11.            | "Take It Now"        | 2:52    |  |
| 12.            | "Stay Around"        | 4:22    |  |
| 13.            | "What's Wrong?"      | 3:54    |  |
| 14.            | "Too Many Strangers" | 1:41    |  |
| Duração total: | Duração total:       | 46:33   |  |

## Créditos
- Greg Sage – vocais, guitarra, baixo, produção
- Steve Plouf – bateria